# Berowra Creek (del av en befolkad plats)
Berowra Creek är en del av en befolkad plats i Australien. Den ligger i kommunen Hornsby Shire och delstaten New South Wales, i den sydöstra delen av landet, omkring 32 kilometer norr om delstatshuvudstaden Sydney. Antalet invånare är 213.
Runt Berowra Creek är det tätbefolkat, med 383 invånare per kvadratkilometer.. Närmaste större samhälle är Hornsby, omkring 13 kilometer söder om Berowra Creek. 
I omgivningarna runt Berowra Creek växer i huvudsak städsegrön lövskog. Genomsnittlig årsnederbörd är 1 380 millimeter. Den regnigaste månaden är februari, med i genomsnitt 200 mm nederbörd, och den torraste är juli, med 36 mm nederbörd.